# حسين كتشويان
حسين كتشويان (کچویان بالفارسیة) (1959-)، عالم اجتماع إیراني، ولد في مدینة طهران، عضو في المجلس الأعلی للثورة الثقافية وناشط في حقل النظريات الشاملة لعلم الاجتماع وسوسیولوجیا الإبستمولوجیا، والآن هو عضو في هيئة التدريس في کلية العلوم الاجتماعية بجامعة طهران وأمین لجنة علم الاجتماع فيها. وفضلاً علی ذلك درس کتشويان الدروس الدينية.

## حياته
حصل کتشويان علی دبلوم الرياضة عام 1978 في مدرسة ثانوية الخوارزمي وتدرّج إلی شهادة البكلوريا عام 1985 في قسم علم الاجتماع بجامعة طهران، ثم نال ماجستير في علم الاجتماع بجامعة تربیت مدرّس. مع أنه بدأ دراسة الدكتوراه في قسم سوسیولوجيا بجامعة تربیت مدرّس عام 1995، ترکها عام 1996 ودخل جامعة المانشستر لإنکلترا وقد أتمّ دراسة الدكتوراه عام 2001. وکان موضوع رسالته علم الاجتماع والدین بعد الحداثة. درس کتشویان أیضاً العلوم الدينية وکان من طلاب منبر آية الله جوادي آملي. الكتابة الصحيحة لاسمه هي «کچویان» کما نشاهدها كاسم لمؤلف في کتبه الأخيرة ومع ذلك يكتب اسمه أحیاناً «کچوییان» بالخطأ.

## مؤلفاته
له كتب المنشورة عدة:
- نظريات العولمة: تبعات التحدّيات للثقافة والدين، دار ني للنشر، 1386هـ
- تحولات الخطابات الهويّتية في إیران: إيران في خلاف بین الحداثة وبين ما بعد الحداثة، دار ني للنشر، 1386هـ.
- نظريات العولمة والدين: دراسة انتقاديّة، دار ني للنشر، 1385هـ.
- فوكو وعلم الآثار للعلم: قصة تاریخ العلوم الإنسانية من عصر النهضة حتی ما بعد الحداثة، دار جامعة طهران للنشر، 1379هـ.
- توغّل في جوهر إیران اللغزي: دار بوستان کتاب للنشر، 1383هـ.
- الحداثة من نظرة أخری: قصة مكتوبة من أسلوب ظهور وتطور الحداثة، دار گنج معرفت للنشر، 1383هـ.

## تراجمه
- المثقفون والعجز فی النبوّة.
- العلم وعلم اجتماع المعرفة.